# Нікорник чорнощокий
Ніко́рник чорнощокий (Apalis personata) — вид горобцеподібних птахів родини тамікових (Cisticolidae). Мешкає в регіоні Африканських Великих озер.

## Підвиди
Виділяють два підвиди:
- A. p. personata Sharpe, 1902 — північний схід і схід ДР Конго, Уганда, Бурунді, Руанда;
- A. p. marungensis Chapin, 1932 — південний схід ДР Конго.

## Поширення і екологія
Чорнощокі нікорники поширені в Демократичній Республіці Конго, Уганді, Руанді та Бурунді. Вони живуть у вологих гірських тропічних лісах на висоті від 1270 до 2800 м над рівнем моря.